# 摩睺羅伽
摩睺羅伽（羅馬化：Mahoraga），亦譯摩侯羅迦、摩呼洛迦、摩呼罗伽、摩护啰伽、莫呼洛迦、莫呼勒伽、莫呼洛伽、莫呼洛、摩休洛、摩伏勒等，意为「大蛇」（词根：mahā大，uraga蛇），故亦意译作大腹行、大智行、大智腹行、大蟒、大蟒蛇、大蟒神。佛教传说中的蟒蛇之神，也是音乐神，《維摩經略疏》稱其為地龍（与那伽神龙相对），為無足腹行神，受世間神廟所供酒肉，是佛教神祇的天龙八部之一。
該神原本是腹行類，但由於其智力較低而無知，反而能得道挽回前因，擺脫腹行類的命運，脫胎換骨成為神祇。
其形象多為人身蛇首或蛇面，或者是人臉，但以一頂繪有蛇形的帽子表示，一手持笙，一手持鼓棒，腰上結有小鼓。
投生到莫呼洛迦身的因緣，是好佈施、多護法，但愛嗔怒而得的果報。